# Marguerite Debreux
Marguerite Debreux, nom de scène de Louise Françoise Hortense Tardie (puis Terdie), née le 5 juin 1851 à Saint-Josse-ten-Noode et morte le 23 juin 1917 à Ixelles, est une comédienne, artiste lyrique et courtisane française du XIXe siècle.

## Biographie
Selon son acte de naissance, Marguerite Debreux est née Louise Françoise Hortense Tardie à Saint-Josse-ten-Noode en 1851, fille de Marie Françoise Tardie, négociante. Elle est la fille de Louis François Terdie et Marie Françoise Van Look, également parents d'un garçon, Alfred Louis François, né en 1844. 
Établie à Paris, elle débute sous le nom de Mme Debreux au théâtre du Châtelet en 1868.
En 1870-1871, elle chante à Londres le répertoire d'Offenbach et d'Hervé. Elle devient la maîtresse du journaliste Gabriel Hugelmann, qui subventionne le théâtre auquel elle est attachée,. 
Elle est engagée aux Bouffes-Parisiens en 1871, où elle devait débuter dans Le Corsaire Noir. Sa mère, veuve, meurt l'année suivante à Paris.
En 1873, Marguerite Debreux fait la connaissance du coulissier Camille Bloch, dont elle devient la maîtresse. Sur ses conseils, elle quitte le théâtre pour se consacrer à leur relation, qui durera jusqu'en 1899. Hugelmann, voulant se venger, dénonce publiquement la présence de son ancienne maîtresse au moment des perquisitions opérées dans le lupanar de la rue de Suresnes, refuge galant des filles de théâtre et des jeunes dames qui s'y rendent en cachette de leur amant,,. Marguerite Debreux est citée, avec une vingtaine de ses camarades artistes, Alice Regnault — qui intente un procès à Hugelmann pour calomnie, —, Méry Laurent, Gabrielle Roux (d) ... Malgré sa mise hors de cause, cet épisode reste attaché à son nom longtemps après les faits.
Marguerite Debreux joue au théâtre du Palais-Royal et au théâtre des Nouveautés en 1880. Elle met au monde un fils puis une fille, tous deux enfants naturels de Camille Bloch et qu'elle reconnaît officiellement : Henri François Alfred Bloch en 1881, Caroline Gabrielle Alice Bloch en 1886. 
Le couple rompt en 1899, Camille Bloch prétextant avoir trouvé dans la correspondance de sa conjointe des éléments compromettants. L'année suivante, il la poursuit en justice, dévoilant ses véritables motifs : ses revenus ayant diminué, il souhaite notamment mettre un terme à la rente annuelle de 12 000 francs qu'il s'était engagé à lui verser depuis 1885. Le tribunal le déboute de ses requêtes.
Les meubles et objets d'art de Marguerite Debreux sont mis en vente en 1906,. En 1909, ses deux enfants se marient le même jour, l'un après l'autre, à la mairie du 9e arrondissement. Ayant donné son consentement, elle n'assiste pas aux mariages. Elle réside alors 27, rue Vernet.
Elle meurt en 1917 à Ixelles,. En 1923, elle est inhumée aux côtés de son frère, mort en 1912, au cimetière des Batignolles (division 10).

## Théâtre
(liste non exhaustive)
- 1868 : La Poudre de Perlimpinpin, féerie des frères Cogniard, théâtre du Chatelet : Cupidon
- 1870 : Le Petit Faust, opéra bouffe d'Hervé[20], Lyceum Theatre de Londres : Méphistophélès
- 1871 : La Princesse de Trébizonde d'Offenbach (reprise), Bouffes-Parisiens, le 15 septembre : Régina[21]
- 1871 : Le Testament de Monsieur de Crac, opérette de Charles Lecocq, Bouffes-Parisiens, 23 octobre : Thibaude[22],[23]
- 1872 : Le Serpent à plumes, opéra bouffe de Léo Delibes (reprise), Bouffes-Parisiens[24]
- 1872 : La Timbale d'argent, opéra bouffe de Léon Vasseur sur un livret d'Adolphe Jaime et Jules Noriac (création), Bouffes-Parisiens, le 9 avril : Fichtel[25],[26].
- 1873 : La Rosière d'ici de Léon Roques, Bouffes-Parisiens le 27 mars
- 1873 : La Leçon d'amour de Livrat et Watchs[27]
- 1873 : La Quenouille de verre de Charles Grisart, Bouffes-Parisiens, 7 novembre :Lucette[28]
- 1875 : La Cruche cassée, de Léon Vasseur, théâtre Taitbout : rôle travesti de Louis XV[29]
- 1876 : Le Roi d'Yvetot, opéra bouffe de Léon Vasseur, théâtre Taitbout[30]
- 1878 : La Timbale d'argent (reprise), Bouffes-Parisiens[31]
- 1880 : La Cantinière, opérette de Robert Planquette, théâtre des Nouveautés, le 26 octobre : Musardin[32].
- 1882 : Le Jour et la Nuit, opérette de Charles Lecocq, théâtre des Nouveautés : Sanchette[33],[34].